# 日本俳優協会
公益社団法人日本俳優協会（にほんはいゆうきょうかい）は、歌舞伎・新派そして商業演劇に出演する俳優の職業団体である。1959年から2012年3月までは、文部省によって認可された社団法人であったが、2012年4月より公益社団法人となる。

## 沿革
- 1889年　前身となる東京俳優組合を結成。
- 1909年　大日本俳優協会に改組。
- 1915年　東京俳優組合演芸会（現在の俳優祭）を開始。
- 1931年　「俳優名鑑」を刊行。
- 1946年　大日本俳優協会を解散。
- 1952年　関西歌舞伎俳優協会を結成。
- 1957年
  - 1月　日本俳優協会として再建。
  - 7月　第1回俳優祭を開催。
- 1958年　関西歌舞伎俳優協会と合流し、日本俳優協会関西支部となる。
- 1959年
  - 5月　文部省から社団法人として認可される。
  - 9月　関西俳優協会として合併し、日本俳優協会関西支部となる。
- 1965年　日本芸能実演家団体協議会が発足し、参加。
- 1968年　第1回関西俳優祭を開催。
- 1995年　第1回日本俳優協会賞を開催。
- 2001年　『かぶき手帖』を刊行（歌舞伎の公式データブック。主な事業の1つとして、原則、年1回刊行）。
  - 2020年12月3日　新型コロナ感染症の影響により歌舞伎公演の上演が大幅に減少した事から、2021年版の刊行は延期を告知、実質中止された[1]。
  - 2021年12月上旬　2年ぶりの刊行となる2022年版の予約受付が発表された[2][3]。
  - 2023年12月7日　2024年版の刊行見送りが発表された[4]。
- 2012年　公益社団法人となる。

## 歴代会長
1. 二代目市川猿之助（1959〜1963年）
2. 三代目市川左團次（1963〜1969年）
3. 六代目中村歌右衛門（1971〜1999年。ただし、1969年に三代目市川左團次が死去したことにより、同年〜1971年の間は会長代行として就任）
4. 十七代目市村羽左衛門（1999〜2001年）
5. 四代目中村雀右衛門（2002〜2008年。ただし、2001年に十七代目市村羽左衛門が死去したことにより、同年のみ会長代行として就任）
6. 七代目中村芝翫（2008〜2011年）
7. 四代目坂田藤十郎（2012年〜2020年。ただし、2011年に七代目中村芝翫が死去したことにより、同年のみ会長代行として就任）

なお、2012年の公益社団法人移行に伴い、新たに理事長（代表理事）制度を導入。初代理事長に七代目尾上菊五郎が就任している。
坂田藤十郎逝去に伴う新たな会長選出等は、2022年現在行われておらず、事実上の俳優協会トップは理事長の菊五郎に一本化されている。

## 俳優祭
日本俳優協会が医療費の補助、おけいこの補助のための福利厚生基金を設立し、その資金集めに開催しているのが「俳優祭」である。普段では見られない趣向の演目の上演や、俳優が店頭に立つ出店などが特色の催事である。収益の一部は災害支援の寄付にも充てられている。

## かぶき手帖
伝統的な歌舞伎公演に関わる3団体が2001年より年1回、共同編集・発行している大型文庫判サイズの「歌舞伎の公式データブック」であり、「歌舞伎俳優名鑑」である。
日本俳優協会では主な事業の一つとしている。
- 2001年版 - 2007年版の編集・発行：社団法人伝統歌舞伎保存会(所在地:国立劇場内)・松竹株式会社・社団法人日本俳優協会
- 2008年版 - 2011年版の編集・発行：社団法人日本俳優協会・松竹株式会社・社団法人伝統歌舞伎保存会
- 2012年版の編集・発行：公益社団法人日本俳優協会・松竹株式会社・社団法人伝統歌舞伎保存会
- 2013年版 - 2022年版の編集・発行：公益社団法人日本俳優協会・松竹株式会社・一般社団法人伝統歌舞伎保存会

### 出版履歴
以下に書籍の基礎データとして、発行年月日やページ数などの他に監修や執筆スタッフ等を五十音順に列挙する。カッコ書き内の肩書きに変更がない場合は、前年と同じとして肩書きを省略する。
- 2001年版｜2001年1月1日 第1刷発行｜全歌舞伎俳優302名掲載。
- 2002年版｜2002年1月1日 第1刷発行｜ISBN 978-4827530032｜全288頁｜全歌舞伎俳優306名掲載。
  - 編集・執筆スタッフ：浅原恒男［日本俳優協会事務局長］・金田栄一［歌舞伎座支配人］・鈴木英一［跡見女子短期大学講師］・馬場 順［伝統歌舞伎保存会事務局長］・松井俊諭［歌舞伎研究家］の計5名。
- 2003年版｜2003年1月1日 第1刷発行｜ISBN 978-4827530049｜全304頁。
  - 編集・執筆スタッフ：(2002年版と同じ) 浅原恒男・金田栄一・鈴木英一・馬場順 ＋ 中山幹雄［脚本家・演劇研究家］の計5名。
- 2004年版｜2004年5月1日 第1刷発行｜ISBN 978-4902675009｜全312頁｜全歌舞伎俳優311名掲載。
  - 編集・執筆スタッフ：(2003年版と同じ) 浅原恒男・馬場順・松井俊諭 ＋ 岡崎哲也［松竹株式会社］・金田栄一［松竹株式会社］・鈴木英一［早稲田大学演劇研究センター客員講師］の計6名。
- 2005年版｜2005年3月3日 第1刷発行｜ISBN 978-4902675016｜全328頁｜全歌舞伎俳優309名掲載。
  - 編集・執筆スタッフ：(2004年版と同じ) 浅原恒男・岡崎哲也・金田栄一・鈴木英一・馬場順 ＋ 上村以和於［演劇評論家］の計6名。
- 2006年版｜2006年1月2日 第1刷発行｜ISBN 978-4902675023｜全328頁｜全歌舞伎俳優311名掲載。
  - 編集・執筆スタッフ：(2005年版と同じ) 浅原恒男・岡崎哲也・鈴木英一・馬場順 ＋ 今岡謙太郎［武蔵野美術大学助教授］・金田栄一［株式会社伝統文化放送社長］・水落潔［演劇評論家］・安冨順［桐朋学園芸術短大非常勤講師］の計8名。
- 2007年版｜2007年1月2日 第1刷発行｜ISBN 978-4902675030｜全328頁｜全歌舞伎俳優306名掲載｜表紙：十八代目中村勘三郎『連獅子』親獅子の精。
  - 編集・執筆スタッフ：(2006年版と同じ) 浅原恒男・金田栄一・鈴木英一・馬場順 ＋ 岡崎哲也［松竹株式会社演劇本部演劇製作部長］・松井俊諭［歌舞伎研究家］の計6名。
- 2008年版｜2008年1月2日 第1刷発行(同年2月17日 第2刷発行)｜ISBN 978-4902675047｜全328頁｜全歌舞伎俳優308名掲載｜表紙：七代目尾上菊五郎『義経千本桜』鳥居前の源九郎狐(狐忠信)。
  - 監修・執筆：(2007年版と同じ) 浅原恒男・岡崎哲也・金田栄一・鈴木英一 ＋ 阿部さとみ［舞踊評論家］の計6名。
- 2009年版｜2009年1月2日 第1刷発行｜ISBN 978-4902675054｜全328頁｜全歌舞伎俳優303名掲載｜表紙：十五代目片岡仁左衛門『廓文章』吉田屋の藤屋伊左衛門。
  - 監修・執筆：(2008年版と同じ) 浅原恒男・岡崎哲也・金田栄一・鈴木英一 ＋ 上村以和於［演劇評論家］の計6名。
- 2010年版｜2010年1月2日 第1刷発行｜ISBN 978-4902675061｜全332頁｜全歌舞伎俳優300名掲載｜表紙：五代目坂東玉三郎『京鹿子娘二人道成寺』白拍子花子。
  - 監修・執筆：(2009年版と同じ) 浅原恒男・鈴木英一 ＋ 岡崎哲也［松竹株式会社執行役員］・金田栄一［歌舞伎座舞台株式会社代表取締役社長］・児玉竜一［日本女子大学准教授］の計5名。
- 2011年版｜2011年1月2日 第1刷発行(同年3月10日 第2刷発行)｜ISBN 978-4902675078｜全332頁｜全歌舞伎俳優305名掲載｜表紙：十二代目市川團十郎『助六由縁江戸桜』花川戸助六。
  - 監修・執筆：(2010年版と同じ) 浅原恒男・岡崎哲也・金田栄一・鈴木英一 ＋ 上村以和於［演劇評論家］の計5名。
- 2012年版｜2012年4月1日 第1刷発行｜ISBN 978-4902675085｜全332頁｜全歌舞伎俳優295名掲載｜表紙：二代目中村吉右衛門『菅原伝授手習鑑』車引の松王丸。
  - 監修・執筆：(2011年版と同じ) 浅原恒男・岡崎哲也・金田栄一・鈴木英一 ＋ 田村民子［ライター］の計5名。
- 2013年版｜2013年4月2日 第1刷発行｜ISBN 978-4902675092｜全332頁｜全歌舞伎俳優303名掲載｜表紙：四代目坂田藤十郎『仮名手本忠臣蔵』九段目、加古川本蔵の後妻・戸無瀬。
  - 監修・執筆：(2012年版と同じ) 浅原恒男・鈴木英一・田村民子 ＋ 岡崎哲也［松竹株式会社取締役］・金田栄一［歌舞伎座舞台株式会社顧問］の計5名。
- 2014年版 (PDF) ｜2014年4月2日 第1刷発行｜ISBN 978-4902675108｜全352頁｜全歌舞伎俳優292名掲載｜表紙：九代目松本幸四郎(当時)『ひらかな盛衰記』逆櫓の樋口次郎兼光。
  - 監修・執筆：(2013年版と同じ) 浅原恒男・岡崎哲也・金田栄一・田村民子 ＋ 鈴木英一［早稲田大学文学部講師］の計5名。
- 2015年版 (PDF) ｜2015年1月2日 第1刷発行｜ISBN 978-4902675115｜全352頁｜全歌舞伎俳優293名掲載｜表紙：四代目中村梅玉『鎌倉三代記』三浦之助義村。
  - 監修：(2014年版と同じ) 浅原恒男・金田栄一 ＋ 山根成之［松竹株式会社取締役］
  - 執筆：(2014年版と同じ) 浅原恒男・鈴木英一 ＋ 上村以和於［演劇評論家］の計3名。
- 2016年版｜2016年1月2日 第1刷発行｜ISBN 978-4902675122｜全351頁｜表紙：七代目尾上菊五郎『新薄雪物語』奴妻平。
  - 監修：(2015年版と同じ) 浅原恒男・金田栄一・山根成之
  - 執筆：(2015年版と同じ) 浅原恒男・鈴木英一 ＋ 水落潔［演劇評論家］の計3名。
- 2017年版｜2017年1月2日 第1刷発行｜ISBN 978-4902675139｜全352頁｜全歌舞伎俳優292名掲載｜表紙：十五代目片岡仁左衛門『与話情浮名横櫛』源氏店の与三郎。
  - 監修：(2016年版と同じ) 浅原恒男・金田栄一 ＋ 山根成之［松竹株式会社常務取締役］
  - 執筆：(2016年版と同じ) 浅原恒男・鈴木英一 ＋ 伊達なつめ［演劇評論家］の計3名。
- 2018年版｜2018年1月2日 第1刷発行｜ISBN 978-4902675146｜全352頁｜全歌舞伎俳優301名掲載｜表紙：五代目坂東玉三郎『藤娘』藤の精。
  - 監修：(2017年版と同じ) 浅原恒男・金田栄一・山根成之
  - 執筆：(2016年版と同じ) 浅原恒男・水落潔 ＋ 鈴木英一［早稲田大学演劇博物館招聘研究員］の計3名。
- 2019年版｜2019年1月2日 第1刷発行｜ISBN 978-4902675153｜全352頁｜全歌舞伎俳優302名掲載｜表紙：二代目中村吉右衛門『天衣紛上野初花』河内山の河内山宗俊。
  - 監修：(2018年版と同じ) 浅原恒男・金田栄一・山根成之
  - 執筆：(2018年版と同じ) 浅原恒男・鈴木英一 ＋ 内河文［ライター，編集者］・古井戸秀夫［東京大学名誉教授］の計4名。
- 2020年版｜2020年5月1日 第1刷発行｜ISBN 978-4902675160｜全352頁｜歌舞伎俳優全304名掲載｜表紙：二代目松本白鸚『一條大蔵譚』一條大蔵長成。
  - 監修：(2019年版と同じ) 浅原恒男・金田栄一 ＋ 山根成之［松竹株式会社専務取締役］
  - 執筆：(2019年版と同じ) 浅原恒男・内河文・鈴木英一 ＋ 神山彰［明治大学教授］の計4名。
- 2022年版｜2022年1月2日 第1刷発行｜ISBN 978-4902675184｜全352頁｜歌舞伎俳優全299名掲載｜表紙：四代目中村梅玉『ひらかな盛衰記』源太勘当の梶原源太景季。
  - 監修：(2020年版と同じ) 浅原恒男・金田栄一 ＋ 山根成之［松竹株式会社専務取締役・演劇本部長］
  - 執筆：(2020年版と同じ) 浅原恒男・内河文・鈴木英一 ＋ 児玉竜一［早稲田大学教授，演劇博物館副館長］の計4名。
- 2023年版｜2023年1月2日 第1刷発行｜ISBN 978-4902675191｜全288頁｜歌舞伎俳優全298名掲載｜表紙：十五代目片岡仁左衛門『連獅子』狂言師右近後に親獅子の精[注釈 1]。